# New Sensations
New Sensations – trzynasty album Lou Reeda wydany w kwietniu 1984 przez wytwórnię RCA Records. Nagrań dokonano w nowojorskim Skyline Studios.

## Lista utworów
1. "I Love You, Suzanne" (L. Reed) – 3:19
2. "Endlessly Jealous" (L. Reed) – 3:57
3. "My Red Joystick" (L. Reed) – 3:36
4. "Turn to Me" (L. Reed) – 4:22
5. "New Sensations" (L. Reed) – 5:42
6. "Doin' the Things that We Want To" (L. Reed) – 3:55
7. "What Becomes a Legend Most" (L. Reed) – 3:37
8. "Fly Into the Sun" (L. Reed) – 3:04
9. "My Friend George" (L. Reed) – 3:51
10. "High in the City" (L. Reed) – 3:27
11. "Down at the Arcade" (L. Reed) – 3:40

## Skład
- Lou Reed – śpiew, gitara
- Fernando Saunders – gitara basowa, dalszy śpiew, gitara w "My Red Joystick" i "My Friend George"
- Fred Maher – perkusja
- Peter Wood – pianino, syntezator, akordeon
- Lakshminarayana Shankar – skrzyoce
- Michael Brecker – saksofon tenorowy
- Randy Brecker – trąbka
- Jon Faddis – trąbka
- Tom Malone – puzon, aranż rogów
- Jocelyn Brown – dalszy śpiew
- Rory Dodd – dalszy śpiew
- Connie Harvey – dalszy śpiew
- Eric Troyer – dalszy śpiew

produkcja
- Lou Reed – produkcja